# Michelle Paver
Michelle Paver (1960) è una scrittrice britannica, autrice delle Cronache dell'era oscura e delle Cronache dell'età del bronzo.

## Biografia
Michelle Paver è nata in Africa Centrale, in Malawi, da madre belga e dal padre che dirigeva un piccolo giornale, il "Nyasaland Times" e all'età di tre anni si è trasferita in Inghilterra. Dopo una laurea in biochimica a Oxford, ha lavorato in uno studio legale della City e poi ha lasciato l'avvocatura per dedicarsi alla scrittura.

## Libri

### Cronache dell'Era Oscura(Chronicles of Ancient Darkness)
1. La magia del lupo, 2005 (Wolf Brother, 2004) - titolo originale tradotto: Fratello Lupo, che si riferisce alla "fratellanza" tra Torak e Lupo (nella traduzione italia è Fratello di branco);
2. Il ritorno del lupo, 2006 (Spirit Walker, 2005) - titolo originale tradotto: Lo Spirito Camminante, che si riferisce a Torak (nella traduzione italiana è Lo Spirito Errante);
3. Sulle tracce del lupo, 2007 (Soul-Eater, 2006) - titolo originale tradotto: Mangiatori di Anime, che si riferisce ai Divoratori di Anime (nella traduzione italiana è appunto Divoratori di Anime);
4. Il coraggio del lupo, 2008 (Outcast, 2007) - titolo originale tradotto: Emarginato/Reietto, che si riferisce a Torak (nella traduzione italiana è Senza tribù);
5. La promessa del lupo, 2009 (Oath Breaker, 2008) - titolo originale tradotto: Chi rompe il giuramento, che si riferisce a Torak (nella traduzione italiana è Traditore del giuramento);
6. Il destino del lupo, 2010 (Ghost Hunters, 2009) - titolo originale tradotto: Cacciatori di fantasmi, che si riferisce ai Divoratori di Anime.

Tutti editi da Mondadori (collana I Grandi), che ha anche pubblicato due raccolte dei sei libri: la prima, intitolata La Saga del Lupo - La prima trilogia, racchiude i primi tre volumi; la seconda, intitolata Il Cammino del Lupo, racchiude gli ultimi tre romanzi.

### Cronache dell'Età del Bronzo(Gods and Warriors)
1. La voce del delfino, 2012 (Gods and Warriors, prima edizione 2012; The Outsiders, seconda edizione 2013) - titolo originale tradotto: Dèi e Guerrieri / L'estraneo (che nella traduzione italiana è diventato Il Forestiero);
2. Il leone di Thalakrea, 2013 (The Burning Shadow, 2013) - titolo originale tradotto: L'ombra ardente;
3. L'occhio del falco, 2014 (The Eye of the Falcon, 2014);
4. La tomba nel deserto, 2015 (The Crocodile Tomb, 2015) - titolo originale tradotto: La tomba del coccodrillo;
5. Il guerriero, ottobre 2016 (Warrior Bronze, 4 agosto 2016) - titolo originale tradotto: Il guerriero di bronzo.

Tutti editi da Mondadori (collana I Grandi).
CURIOSITA': inizialmente in Italia la serie si doveva chiamare Le cronache di Dei e Guerrieri, più simile all'originale, ma poi questo titolo venne scartato e si scelse Cronache dell'Età del Bronzo.

### Libri singoli
- La materia oscura, Giano (collana Nerogiano), 2011 (Dark Matter. A ghost Story, 2010)
- I demoni di Wakenhyrst, Neri Pozza, 2020 (Wakenhyrst, 2019)